# Sara Rønningen
Sara Sætre Rønningen (* 3. November 1996 in Levanger, Norwegen) ist eine ehemalige norwegische Handballspielerin, die zuletzt für den deutschen Erstligisten Thüringer HC auflief.

## Karriere
Rønningen begann das Handballspielen beim norwegischen Verein Skogn IL. Später schloss sich die Kreisläuferin dem Verein Levanger HK an. Ab der Saison 2013/14 gehörte Rønningen dem Erstligakader von Levanger an. Am 12. März 2014 erzielte sie ihre ersten beiden Treffer in der höchsten norwegischen Spielklasse gegen Byåsen IL. Am Saisonende 2013/14 trat sie mit Levanger den Gang in die Zweitklassigkeit an.
Für die Saison 2018/19 sagte Rønningen dem Verein Sola HK zu. Da der Verein jedoch vor dem Vertragsbeginn aus der höchsten norwegischen Spielklasse abgestiegen war, schloss sie sich stattdessen dem Erstligisten Oppsal IF an. Zwei Spielzeiten später wechselte sie zum Ligakonkurrenten Storhamar Håndball. Mit Storhamar nahm sie in den Spielzeiten 2020/21 und 2021/22 an der EHF European League teil. Ab der Saison 2022/23 stand Rønningen beim deutschen Bundesligisten Thüringer HC unter Vertrag. Nach der Saison 2023/24 beendete sie ihre Karriere.
Rønningen bestritt 25 Länderspiele für die norwegische Jugendauswahl, in denen sie 27 Tore warf. Mit dieser Mannschaft nahm sie an der U-18-Weltmeisterschaft 2014 teil. Im Turnierverlauf erzielte sie 16 Treffer. Im Folgejahr absolvierte Rønningen drei Länderspiele für die norwegische Juniorinnenauswahl, in denen sie insgesamt zwei Tore erzielte.